# Браће Јерковић II
Браће Јерковић II је источни део насеља Браће Јерковић. Налази се у општини Вождовац.

## Локација
Браће Јерковић II је раније познато као насеље Вељко Влаховић. То је званично додељен назив у новије насеље, које је источни продужетак. Заузима површину између улица Браће Јерковић, Пиве Караматијевића и Драгице Кончар.

## Карактеристике
Иако је изграђено 1970-их, име није испуњено због неких званичних сврха. Кроз насеље пролазе линије ГСП-а: 26, 18 и Е8. Име је добило по комунистичком политичару Вељку Влаховићу (1914—1975). Раних 2000-их име насеља званично је промењено у Митрово брдо. Браће Јерковић III је стамбено проширење суседству Браће Јерковић II. Налази се између улица Драгице Кончар на југу, Игњата Јоба на северу и Светозара Радојчића на истоку. Централно гробље је на северозападном делу насеља. Главна улица у насељу је улица Индире Ганди. Према попису становништва из 2002. у насељу је живело 12.557 становника.